# 1948

## أحداث
- تأسيس مدينة يهود.
- تأسيس مدينة أروشا وتقع حاليا في تنزانيا.
- تأسيس مدينة الرملة.
- تأسيس مدينة سالافات وتقع حاليا في روسيا.
- تأسيس مدينة بيسان.
- 3 أبريل - الرئيس الأمريكي «هاري ترومان» يصادق على خطّة «مارشال» لإعادة إعمار أوروبا بعد الحرب العالمية الثانية.
- 5 أبريل - نكبة فلسطين - احتلال فلسطين
- 9 أبريل - مذبحة دير ياسين على يد منظمة [وضح من هو المقصود ؟] وعصابة شتيرن الصهيونية.
- 14 مايو - الإعلان الرسمي لقيام دولة إسرائيل.
- 7 يونيو - مقتل 43 يهودي وفرنسي واحد في أحداث شغب وجدة وجرادة.
- 11 يوليو - (5 رمضان 1367 هـ) حدثت مجزرة اللد، حيث قامت وحدة كوماندوز صهيونية بقيادة «موشيه ديان» بارتكاب مجزرة في مدينة الّلد بفلسطين، حيث اقتحمت المدينة وقت المساء تحت وابل من القذائف المدفعية. وكانت عملية «داني» -الاسم الرمزي الموحي بالبراءة- للهجوم على مدينتي اللد والرملة الواقعتين في منتصف الطريق بين يافا والقدس.
- 20 أغسطس - الشيخ علي بن عبد الله آل ثاني، يتولى الحكم في قطر ليكون الحاكم الرابع.
- 3 سبتمبر وفد سيد قطب إلى الولايات المتحدة.
- 17 نوفمبر - طلاق الملكة فوزية بنت فؤاد الأول زوجة الشاه محمد رضا بهلوي لعدم إنجابها مولودا ذكر.

### ديسمبر
- 22 ديسمبر - استئناف المعارك في صحراء النقب وذلك أثناء حرب 1948.

## مواليد

### يناير
- 1 يناير - إسماعيل زامبادا غارسيا، بارون مخدرات مكسيكي.
- 25 يناير - أسامة عبد العظيم، عالم أزهري مصري.

### مايو
- 20 مايو - تيشّو غِندا، مؤدي أصوات ياباني.

### يوليو
- 5 يوليو - ألان نادو، روائي وكاتب ودبلوماسي فرنسي.
- 12 يوليو - كوجي توتاني، مؤدي أصوات ياباني.

### نوفمبر
- 12 نوفمبر - بانجو غينغا، مؤدي أصوات ياباني.
- 21 نوفمبر - ميشال سليمان، رئيس جمهورية لبنان الحادي عشر.
- محمد صبحي ممثل ومؤلف ومخرج مسرحي مصري.

### أغسطس
- 21 أغسطس - عزت أبو عوف - ممثل ومقدم تلفزيوني مصري.

### ديسمبر
- 15 ديسمبر - عبلة الكحلاوي، داعية إسلامية مصرية.
- 25 ديسمبر - فهد الرجعان - مدير عام المؤسسة العامة للتأمينات الاجتماعية الكويتية السابق.
- راشد الحملي - مغني وملحن كويتي.
- أسد تقي - رياضي كويتي.

## وفيات
- أمين خير الله، أديب لبناني.
- إميل شاسينات.
- حواء تاكو، ناشطة صومالية.
- مهاتما غاندي، سياسي وزعيم هندي.
- دوغلاس جيلفيلان، محامي وعالم نبات جنوب أفريقي.
- يحيى حميد الدين، إمام يمني

## نال جائزة نوبل
- في الفيزياء – البريطاني باتريك بلاكيت.
- في الكيمياء – السويدي أرني تيسيليوس.
- في الطب – السويسري بول مولر.
- في الأدب – البريطاني توماس ستيرنس اليوت.
- في السلام – محجوبة.